# Universität von Natal
Die Universität von Natal (englisch University of Natal) war eine staatliche Universität in der Provinz Natal (Südafrika) mit Standorten in Pietermaritzburg und Durban, die von 1909 bis 2003 bestand.

## Geschichte
Die Vorgängereinrichtung war das Natal University College, das am 11. Dezember 1909 in Pietermaritzburg gegründet wurde und 1931 einen zweiten Campus in Durban einrichtete. Fachliche Schwerpunkte waren damals Agrar- und Ingenieurwissenschaften. 1947 kam eine medizinische Hochschule für nicht-weiße Studenten hinzu. Am 15. März 1949 erhielt das Natal University College offiziell den Status einer Universität und hieß von da an University of Natal. Das Spektrum der Lehrfächer wurde in den folgenden Jahren sukzessive erweitert. 1993 wurde der Natal Ridge auf der Alexander-I.-Insel in der Antarktis nach der Universität benannt.
Die Universität von Natal ging zum 1. Januar 2004 zusammen mit der Universität von Durban-Westville in der Universität von KwaZulu-Natal auf.